# Conus figulinus
Conus figulinus is een in zee levende vleesetende slak uit de familie Conidae. Omdat de soort tot het ondergeslacht Dendroconus wordt gerekend is de volledige wetenschappelijke naam Conus (Dendroconus) figulinus.
Het geslacht komt voornamelijk voor in de westelijke Grote Oceaan. Net als alle soorten uit het geslacht Conus is ook Conus figulinus giftig.